# Saint-André (queso)
El Saint-André es un queso francés de la región de Normandía elaborado a base de leche de vaca por la Société des fromages de Vire en el departamento de Calvados.
Se trata de un queso de pasta blanda (no cocida ni prensada) con corteza fermentada y de abundante contenido en grasas (75 %). Se fabrica en unidades de en torno a 200 gramos bajo forma de cilindro de 6 cm de diámetro por 5 cm de altura.